# Apollonios Dyskolos
Apollonios Dyskolos (latinisiert Apollonius Dyscolus) lebte im 2. Jahrhundert in Alexandria und wird als einer der größten griechischen Grammatiker angesehen. Er verfasste als erster ein Werk über Syntax, das die Techne grammatike des Dionysios Thrax ergänzte.
Apollonios war der Sohn von Mnesitheus und verbrachte sein gesamtes Leben in Alexandria; mehr ist über sein Leben nicht bekannt. Er trug den Beinamen Dyskolos, das heißt „kaum zufriedenzustellen“, aufgrund seiner jähzornigen und stark analytischen Persönlichkeit, und schrieb ausgiebig über das Reden. Von zwanzig Büchern, die in der Suda erwähnt sind, blieben vier erhalten: die über Syntax, Adverbien, Konjunktionen und Pronomen. Er hatte großen Einfluss auf nachfolgende Generationen von Grammatikern, seinen Sohn Ailios Herodianos eingeschlossen.
Er behandelt in seinem Werk die Redeteile und ihre Zusammenfügung im Satz, d. h. die syntaktische Verbindung. Unter anderem werden der Infinitiv und die Personalpronomina darin untersucht.

## Ausgaben und Übersetzungen
- Jean Lallot: De la construction (syntaxe). Paris: Vrin, 1997. Text und französische Übersetzung, mit Kommentaren.
- Manuela Callipo: Verso la frase ben costruita: il primo libro della Sintassi di Apollonio Discolo. Acireale, Roma: Bonanno Editore, 2017. Kritische Ausgabe und italienische Übersetzung, mit Kommentaren.
- C. Dalimier: Traité des conjonctions. Paris: Vrin, 2001. Kritische Ausgabe und französische Übersetzung.
- Philipp Brandenburg: Über das Pronomen. München, Leipzig: K. G. Saur, 2005. Text nach der Ausgabe von Richard Schneider und deutsche Übersetzung, mit einer ausführlichen Einleitung und Erlaüterungen. Rez. BMCR 2006.02.59, CR 57/1.
- Lionel Dumarty: Traité des adverbes. Paris: Vrin, 2021. Kritische Ausgabe und französische Übersetzung.

### Zur philologischen Wissenschaft in der Kaiserzeit und der Spätantike im Allgemeinen
- Stephanos Matthaios, 'Greek Scholarship in the Imperial Era and Late Antiquity'. In: Franco Montanari (Hrsg.), History of Ancient Greek Scholarship. Leiden, Boston: Brill, 2020. S. 260–373.
- Stefano Valente, Grammatik und Philologie. In: Bernhard Zimmermann (Hrsg.), Handbuch der griechischen Literatur der Antike, Band 3: Die pagane Literatur der Kaiserzeit und Spätantike. München: C. H. Beck, 2022. S. 386–413.
- Eleanor Dickey: Ancient Greek Scholarship. Oxford University Press, Oxford 2007, ISBN 978-0-19-531292-8, S. 73–75.
- Lexicon of Greek Grammarians of Antiquity.

### Zu Apollonios
(Siehe auch die oben aufgeführten Ausgaben und Übersetzungen mit ihren Anmerkungen und Kommentaren, wo weitere bibliografische Informationen zu finden sind).
- Leopold Cohn: Apollonios (81). In: Paulys Realencyclopädie der classischen Altertumswissenschaft (RE). Band II,1, Stuttgart 1895, Sp. 136–139 (veraltet).